# Bernardino Galliari
Bernardino Galliari (Andorno, 3 novembre 1707 – Andorno, 31 marzo 1794) è stato un pittore e scenografo italiano.

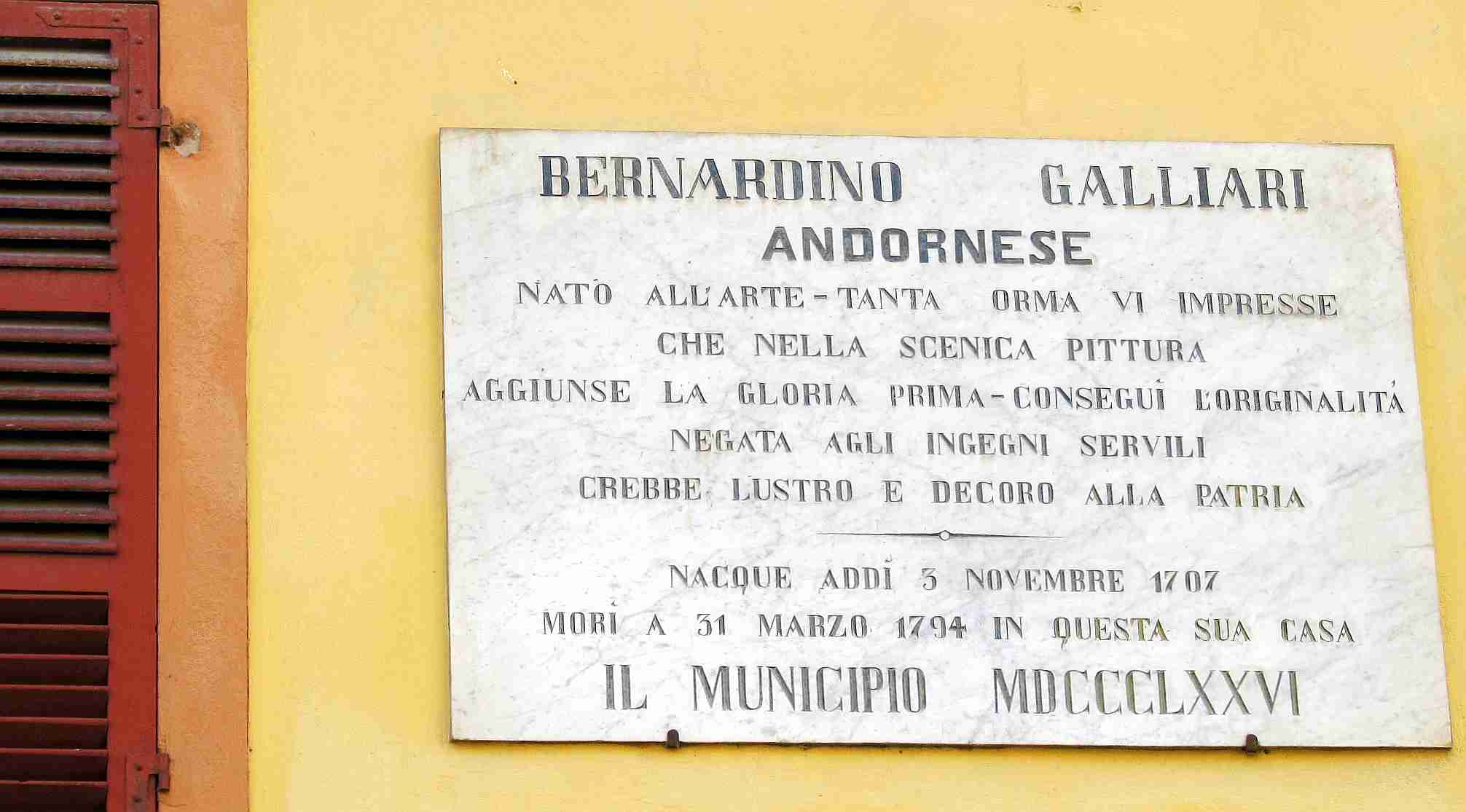
La lapide sulla casa natale del pittore

Assieme ai fratelli Fabrizio e a Giovanni Antonio fu tra i fondatori della bottega pittorica che portava il loro nome - quello, appunto, dei fratelli Galliari - attiva nel XVIII secolo nel campo della pittura e della scenografia di stile barocco in uso al tempo nei maggiori teatri europei.

## Biografia
A giungere per primi a Milano erano stati, appunto, Bernardino e Fabrizio che avevano trovato protezione nel nobile Giorgio Clerici. Quando Giovanni Antonio li raggiunse, poterono avviare a pieno regime, dalla loro nuova base di Treviglio, la loro attività di affrescatori di palazzi e ville di cui erano ricche la Lombardia e il Veneto. Furono attivi anche in Piemonte, nella Savoia francese, a Parigi, a Berlino e a Vienna.
In quanto maggiore fra i fratelli Galliari, Bernardino fu il più influente in special modo nei rapporti con i committenti. In particolare poté avere frequenti incontri con personaggi assai potenti, fra cui Federico II di Prussia, del quale giunse a diventare confidente.
Sebbene la bottega avviata da Bernardino tendesse a mantenere un'uniformità di stile per la quale la conduzione del lavoro diventava un'opera collegiale, ciascuno dei Galliari aveva una propria specializzazione. Cosicché, lo stesso Bernardino preferì dedicarsi all'attività di figurista e paesaggista mentre il fratello Fabrizio si dedicava alle soluzioni prospettiche e Giovanni Antonio si occupava delle scenografie barocche quale direttore della scuola del teatro alla Scala.

## Opere
Tra i principali lavori portati a termine da Bernardino e dai suoi due fratelli, nella loro terra di origine figurano, a Biella, la finta cupola della chiesa dell'ospizio di San Giovanni Battista (attribuita a Fabrizio), i dipinti di Casa Rosazza a Cerreto Castello e Villa Mosca di Chiavazza (riconosciuti a Bernardino e a Fabrizio), la tela del martirio di San Lorenzo martire nella parrocchiale di Andorno Micca, dipinta da Bernardino cui la città ha intitolato una strada e che qui ha trovato sepoltura, nella medesima chiesa.